# 小林耕士
小林 耕士 (こばやし こうじ、1948年10月23日 - ) は、日本の実業家。デンソー代表取締役副会長、名古屋商工会議所副会頭、トヨタ自動車代表取締役兼執行役員副社長・最高リスク管理責任者等を経て、トヨタ自動車株式会社Executive Fellow（番頭）。トヨタモビリティ東京株式会社代表取締役会長、トヨタファイナンシャルサービス株式会社取締役、アイシン社外取締役、ウーブン・バイ・トヨタ監査役、滋賀大学経営協議会委員。

## 人物・経歴
1972年滋賀大学経済学部を卒業し、トヨタ自動車工業（現トヨタ自動車）に入社。第3販売部部長、財務部主査等を務め、2度に渡り豊田章男（のちに第11代トヨタ自動車社長）の上司となる。トヨタファイナンシャルサービス出向を経て、2003年からデンソーに出向し、常務役員、専務取締役、代表取締役副社長、代表取締役副会長を歴任した。2016年にはトヨタ自動車に戻り顧問に就く。この間東京オリンピック・パラリンピック競技大会組織委員会理事となり批判を浴び、さらには豊田社長の独断でデンソーから異例の人事でトヨタ自動車副社長となった時には社内外で「組織崩壊の静かな予兆」と大混乱となった。メッセナゴヤ実行委員長,浜名湖電装監査役[14]、一般社団法人陵水会理事[15]、東和不動産監査役等も務めた[16]。話題作『トヨトミの逆襲』（小学館）では御曹司章男を思い通りに操りトヨタに必要不可欠な優秀な人材を次々放逐、トヨタ関係者の間では〝蛇蝎の如く〟嫌われる〝林公平〟として登場する。藤森利雄や安井香一らとともに名古屋商工会議所副会頭に選任された。
2017年トヨタ自動車相談役及びトヨタファイナンシャルサービス取締役に就任。2018年からトヨタ自動車執行役員副社長としてChief Financial Officer及びChief Risk Officerを務め、公益社団法人豊田法人会会長も兼務。同年の6月14日には執行役員副社長と兼務する形で代表取締役にも就任した。2019年6月サステナビリティ推進室統括兼務。東京オリンピック・パラリンピック競技大会組織委員会理事、メッセナゴヤ実行委員長、浜名湖電装監査役、一般社団法人陵水会理事、東和不動産監査役等も務めた。2022年4月に執行役員番頭に就任し、2022年6月に代表取締役を退任し、2023年2月からウーブン・バイ・トヨタ監査役。2023年4月にトヨタ自動車の執行役員も退任しExecutive Fellow（番頭）となった。

## 略歴
- 1972年（昭和47年）3月 - 滋賀大学経済学部卒業[1]。
- 1972年（昭和47年）4月 - トヨタ自動車工業株式会社（現・トヨタ自動車株式会社）入社[18]。
- 1997年（平成9年）1月 - トヨタ自動車株式会社基幹職1級 第3販売部部長[1]。
- 2000年（平成12年）1月 - トヨタ自動車株式会社基幹職1級 財務部主査[19]。
- 2000年（平成12年）7月 - トヨタファイナンシャルサービス株式会社設立 出向[1]。
- 2003年（平成15年）7月 - 株式会社デンソー出向 経営企画部主幹[20]。
- 2003年（平成15年）7月 - 株式会社デンソー財経センター出向 部長格[20]。
- 2004年（平成16年）6月 - 株式会社デンソー常務役員 経営企画部（財務）・広報部担当[21]。
- 2005年（平成17年）6月 - 株式会社デンソー常務役員 監査部・経営企画部（財務）・広報部担当[22]。
- 2007年（平成19年）6月 - 株式会社デンソー専務取締役 電気機器事業グループ総括兼コーポレートセンター副総括兼監査部・経営企画部（財務）・広報部担当[23]。
- 2008年（平成20年）6月 - 株式会社デンソー専務取締役 コーポレートセンター総括兼監査部・広報部・調達部担当[24]。
- 2009年（平成21年）1月 - 株式会社デンソー専務取締役 コーポレートセンター・調達グループ総括兼監査部・広報部担当[25]。
- 2009年（平成21年）6月 - 株式会社デンソー専務取締役 コーポレートセンター・調達グループ・北米地域担当[26]。
- 2010年（平成22年）6月 - 株式会社デンソー代表取締役副社長 社長補佐兼事務統括兼コーポレートセンター・監査部・北米地域担当[27][28]。
- 2011年（平成23年）1月 - 株式会社デンソー代表取締役副社長 社長補佐兼事務統括兼コーポレートセンター・監査室・新事業推進室・北米地域担当[29]。
- 2011年（平成23年）6月 - 株式会社デンソー代表取締役副社長 社長補佐兼事務統括兼中国地域担当[30]。
- 2013年（平成25年）6月 - 株式会社デンソー代表取締役副社長 社長補佐兼豪亜地域担当[31]。
- 2014年（平成26年）3月 - 一般財団法人東京オリンピック・パラリンピック競技大会組織委員会（現・公益財団法人東京オリンピック・パラリンピック競技大会組織委員会）理事[32]。
- 2014年（平成26年）6月 - 株式会社デンソー代表取締役副社長 社長補佐[33]。
- 2015年（平成27年）6月 - 株式会社デンソー代表取締役副会長[34]。
- 2016年（平成28年）2月 - トヨタ自動車株式会社顧問[35]。
- 2016年（平成28年）6月 - 一般社団法人陵水会理事[36]。
- 2016年（平成28年）11月 - 名古屋商工会議所副会頭[37]。
- 2017年（平成29年）4月 - トヨタ自動車株式会社相談役[35]。
- 2018年（平成30年）1月 - トヨタ自動車株式会社執行役員副社長兼CFO兼CRO[注釈 1][38]。
- 2018年（平成30年）1月 - トヨタファイナンシャルサービス株式会社取締役（現任）[39]。
- 2018年（平成30年）1月 - 株式会社デンソー取締役[40]。
- 2018年（平成30年）5月 - 公益社団法人豊田法人会会長[41]。
- 2018年（平成30年）6月 - トヨタ自動車株式会社代表取締役執行役員副社長兼CFO兼CRO[注釈 1][42]。
- 2018年（平成30年）6月 - トヨタ東京販売ホールディングス株式会社（現・トヨタモビリティ東京株式会社）代表取締役会長（現任）[35]。
- 2019年（令和元年）6月 - トヨタ自動車株式会社代表取締役執行役員副社長兼CFO兼CRO[注釈 1] サステナビリティ推進室担当[43]。
- 2020年（令和2年）2月 - トヨタ自動車株式会社代表取締役執行役員副社長兼CFO兼CRO[注釈 1][44]。
- 2020年（令和2年）4月 - トヨタ自動車株式会社代表取締役執行役員CRO[注釈 1][45]。
- 2021年（令和3年）6月 -株式会社アイシン社外取締役[46]
- 2022年（令和4年）4月 - トヨタ自動車株式会社代表取締役執行役員番頭
- 2022年（令和4年）6月 - トヨタ自動車株式会社執行役員番頭
- 2023年（令和5年）4月 - トヨタ自動車株式会社Executive Fellow（番頭）CRO[注釈 1]兼COO[注釈 2][2]
- 2024年（令和6年）4月 - トヨタ自動車株式会社Executive Fellow（番頭）[47]